# بيارن ستروستروب
بيارن ستروستروب (بالدنماركية: Bjarne Stroustrup)‏ من مواليد 30 ديسمبر عام 1950 في مدينة آرهوس بالدانمارك، هو عالم حاسوب والمعروف لإختراعه وتطويره للغة البرمجة سي++.
حالياً هو أستاذ باحث ويتولى رئاسة كلية الهندسة في جامعة تكساس إيه اند إم. أستاذ زائر في جامعة كولومبيا والمدير العام في مؤسسة مورغان ستانلي في نيويورك.

## التعليم
في سنة 1975 حصل على ماجيستير في علوم الحاسوب من جامعة آرهيوس بالدانمارك، بالإضافة إلى ذلك، في سنة 1979 حصل بيارن على دكتوراه في علوم الحاسوب من جامعة كامبريدج.

## معلومات أخرى
بين عامي 1980-1990 استطاع بيارن تصميم لغة البرمجة المشهورة والمميزة سي++ التي قدمت البرمجة الكائنية للمبرمجين وأثرت لغة سي++ بلغات أخرى مثل فورتران، سي شارب، جافا... وسي بلس بلس يبقى إلى الآن لغة برمجة عالية المستوى وما زالت تستعمل من قبل ملايين المبرمجين.
بيارن وعائلته يعيشون الآن في نيويورك، الولايات المتحدة. وقد كان لسنوات عديدة باحث في مختبرات بيل.

## منشوراته
ألف بيارن كتاب «لغة البرمجة سي++» وكان الأكثر مبيعا في وقته وقد تم ترجمته إلى 25 لغة مختلفة، ومن كتبه:
1. Programming: Principles and Practice Using C++ (عام 2008)
2. لغة البرمجة سي++ (2000)
3. The Design and Evolution of C++ (1994)
4. The Annotated C++ Reference Manual (1990)

وقد حصل على جوائز عديدة منها جائزة dopp

## روابط خارجية
- بيارن ستروستروب على موقع IMDb (الإنجليزية)
- بيارن ستروستروب على موقع إن إن دي بي (الإنجليزية)